# 比利亚加西亚-德拉托雷
比利亚加西亚-德拉托雷（西班牙語：Villagarcía de la Torre）是西班牙埃斯特雷马杜拉巴达霍斯省的一个市镇。总面积68平方公里，总人口1024人（2001年），人口密度15人/平方公里。